# Andreï Travnikov
Andreï Alexandrovitch Travnikov (en russe : Андрей Александрович Травников) est un homme politique russe, né le 1er février 1971 à Tcherepovets, en Union soviétique. est le gouverneur de l'oblast de Novossibirsk depuis 2017. Il fait l'objet de sanctions pour son soutien et sa participation à la guerre russo-ukrainienne. 

## Biographie
Il était gouverneur par intérim de l'oblast de Novossibirsk le 6 octobre 2017 avant de prêter officiellement serment. Il est secrétaire de la branche régionale de Novossibirsk du parti Russie unie depuis le 8 novembre 2019. 

### Sanctions internationales
Depuis le 15 décembre 2022, il fait l'objet de sanctions américaines sur fond d'invasion russe de l'Ukraine. Il est également sous les sanctions de l'Ukraine, de l'Australie, de Suisse, de Royaume-Uni, de Canada, de l'Union européenneet de la Nouvelle-Zélande.